# تنمية دولية

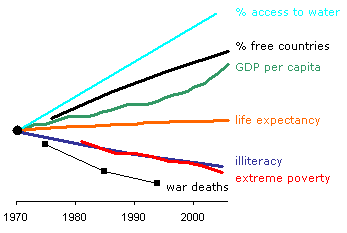
تلك المؤشرات الرئيسية لرفاهية الإنسان قد تحسنت منذ عام 1970.

التنمية الدولية أو التنمية العالمية هو المفهوم الذي يفتقر إلى تعريف مقبول عالميا، ولكن هي الأكثر استعمالا في سياق شامل ومتعدد التخصصات للتنمية البشرية—تطوير أكبر نوعية الحياة للبشر. وهو يشمل ذلك المساعدات الخارجية، والحكم، والرعاية الصحية والتعليم والحد من الفقر، والمساواة بين الجنسين، والتأهب للكوارث، والبنية التحتية، والاقتصاد، وحقوق الإنسان والبيئة والقضايا المرتبطة بهذه التنمية الدولية يختلف عن التنمية بسيطة في أنه على وجه التحديد تتألف من المؤسسات والسياسات التي نشأت بعد الحرب العالمية الثانية. الاستعمار هذه المؤسسات تركز على التخفيف من حدة الفقر وتحسين الظروف المعيشية في بلدان العالم الثالث.
التنمية الدولية يرتبط مفهوم المساعدات الدولية، ولكن يختلف عن، على الرغم من أن المفهوم ذات الصلة، والإغاثة في حالات الكوارث والمساعدات الإنسانية. في حين أن هذين الشكلين من أشكال الدعم الدولي تسعى إلى التخفيف من بعض المشاكل المرتبطة بانعدام التنمية، فهي في معظم الأحيان الإصلاحات على المدى القصير—أنهم ليسوا بالضرورة إيجاد حلول طويلة الأجل. التنمية الدولية، من ناحية أخرى، يسعى إلى تنفيذ حلول طويلة الأجل للمشاكل من خلال مساعدة الدول النامية على توفير القدرة الضرورية لتوفير حلول مستدامة مثل لمشاكلهم. مشروع التنمية المستدامة حقا هو واحد والتي سوف تكون قادرة على الاستمرار إلى ما لا نهاية مع أي تدخل أو دعم دولية أخرى، سواء كانت مالية أو خلاف ذلك.
قد مشاريع التنمية الدولية تتألف من مشروع واحد التحويلية لمعالجة مشكلة معينة أو سلسلة من المشاريع التي تستهدف جوانب عدة من المجتمع. مشاريع الترويج هي تلك التي تنطوي على حل المشاكل التي تعكس ثقافة فريدة من نوعها، والجغرافيا والسياسة، والاقتصاد في المنطقة. في الآونة الأخيرة، تم التركيز في هذا المجال المشاريع التي تهدف نحو تمكين المرأة، وبناء الاقتصادات المحلية، ورعاية البيئة.

## تاريخ
على الرغم من العلاقات الدولية والتجارة الدولية كانت موجودة منذ مئات السنين، هو فقط في القرن الماضي أن ظهرت نظرية التنمية الدولية كهيئة مستقلة للأفكار. وبشكل أكثر تحديدا، فقد قيل أن "نظرية وممارسة التنمية هي بطبيعتها تكنوقراطية، وتبقى الجذور في الفترة الحداثية عالية من الفكر السياسي الذي كان قائما في أعقاب الحرب العالمية الثانية. وطوال القرن 20، قبل أن يصبح مفهوم التنمية الدولية كلمة شائعة، وأربعة جوانب كانت تستخدم لوصف فكرة:
- الليبرالية السياسية والاقتصادية، وأهمية «الأسواق الحرة»
- نقد الماركسية من فئة والإمبريالية
- المناهضة للاستعمار تأخذ على الاختلافات الثقافية والوطنية وتقرير المصير

### بعد الحرب العالمية الثانية
أطلق على النصف الثاني من القرن العشرين «عصر التنمية» وقد نسبت أصول هذه الحقبة من أجل:
- الحاجة لإعادة الإعمار في أعقاب الحرب العالمية الثانية.
- تطور الاستعمار إلى العولمة وتأسيس سياسات جديدة للتجارة الحرة بين ما يسمى ب'الدول المتقدمة'و'الدول النامية '.
- بداية الحرب الباردة، ورغبة الولايات المتحدة وحلفائها لمنع العالم الثالث من الانجراف نحو الشيوعية.

وتوجه التنمية الدولية في معناها جدا تجاه المستعمرات التي حصلت على استقلالها. وينبغي أن يرتكز على الحكم في الدول المستقلة حديثا بحيث يتمتع سكان التحرر من الفقر والجوع وانعدام الأمن.
وقد قيل أنه تم إطلاق هذه الحقبة في 20 يناير عام 1949، هاري ترومان عندما أدلى بهذه التصريحات في خطاب تنصيبه:
| تنمية دولية         | يجب علينا البدء في برنامج جديد جريئ لجعل فوائد تقدمنا العلمي والصناعي متاحا لتحسين ونمو المناطق المتخلفة. الامبريالية القديمة -- الاستغلال الأجنبي من أجل الربح -- لا مكان له في خططنا. ما نتوخاه هو عبارة عن برنامج للتنمية يقوم على مفهوم التعامل العادل الديمقراطي. | تنمية دولية |
| — هاري ترومان، 1949 | |             |

ومع ذلك، قبل هذا التاريخ، كانت الولايات المتحدة قد اتخذت بالفعل دورا رائدا في إنشاء البنك الدولي للإنشاء والتعمير (وهي الآن جزء من مجموعة البنك الدولي) وصندوق النقد الدولي (IMF)، وكلاهما تأسيسها في عام 1944، وفي الأمم المتحدة في عام 1945.
إن إطلاق خطة مارشال خطوة هامة أخرى في وضع خطة للتنمية الدولية، جامعة بين الأهداف الإنسانية مع إنشاء كتلة سياسية واقتصادية في أوروبا التي كانت متحالفة مع الولايات المتحدة منحت هذا البرنامج تقديم الدعم النظري خلال 1950s في شكل نظرية التحديث التي تبناها روستو والت والاقتصاديين الأمريكيين الآخرين. استدعت التغييرات في نهج العالم المتقدم للتنمية الدولية من انهيار تدريجي لإمبراطوريات أوروبا الغربية على مدى العقود المقبلة، والآن المستعمرات التي أصبحت مستقلة لم تعد تلقى الدعم في مقابل استعبادهم.
وبحلول أواخر 1960s، كان نقاد الحداثة تتقدم نظرية التبعية لشرح تطور العلاقات بين الغرب والعالم الثالث. في 1970s وأوائل الثمانينات، والحداثيين في البنك الدولي وصندوق النقد الدولي اعتمدت الأفكار الليبرالية الجديدة من الاقتصاديين مثل ميلتون فريدمان، والتي كانت تنفذ في شكل برامج التكيف الهيكلي، في حين أن خصومهم وتعزيز مختلف من الأسفل إلى الأعلى النهج، بدءا من العصيان المدني والتوعية تعملان على التكنولوجيا الملائمة والتقييم الريفي السريع.
ردا أدى أجزاء مختلفة من منظومة الأمم المتحدة لمكافحة حركة، والتي في المدى الطويل أثبت أن تكون ناجحة. وقاد كانوا في البداية من قبل منظمة العمل الدولية (ILO)، ثم عن طريق اليونيسيف. ثم وضع برنامج الأمم المتحدة الإنمائي، على الرغم من يرأسها المحافظ الجمهوري في الولايات المتحدة، إلى الأمام مفهوم التنمية البشرية، وذلك بفضل محبوب اظهار الحق وأمارتيا سن، وبالتالي تغيير طبيعة الحوار التنمية إلى التركيز على الاحتياجات والقدرات البشرية.
من 1990s، كان هناك بعض الكتاب الذين نظرية التنمية قد وصلت إلى طريق مسدود، وبعض الأكاديميين وتخيل حقبة ما قبل التنمية الحرب الباردة قد انتهت، والرأسمالية أصبحت النمط السائد من التنظيم الاجتماعي، وأظهرت إحصاءات الأمم المتحدة أن مستويات المعيشة في جميع أنحاء العالم قد تحسنت على مدى السنوات ال 40 الماضية. ومع ذلك، وجزء كبير من سكان العالم لا يزالون يعيشون في فقر، وشلت حكوماتهم عن طريق الديون والمخاوف بشأن الآثار البيئية للعولمة وكان الارتفاع.
استجابة لهذا المأزق، والخطاب للتنمية يركز الآن على مسألة الفقر. في الوقت نفسه، فإن بعض وكالات التنمية واستكشاف الفرص المتاحة لإقامة شراكات بين القطاعين العام والخاص وتعزيز فكرة المسؤولية الاجتماعية للشركات وذلك بهدف واضح لدمج التنمية الدولية مع عملية العولمة الاقتصادية.
واقترح النقاد أن هذا الاندماج كان دائما جزءا من جدول الأعمال الأساسي للتنمية. ويقولون أنه يمكن مساواته الفقر والعجز، وأن السبيل للتغلب على الفقر من خلال الحركات الاجتماعية التحررية والمجتمع المدني، وليس المساعدات الأبوية برامج خيرية أو الشركات. هو تبنى هذا النهج من قبل منظمات مثل مجلس Gamelan تسعى إلى تمكين رجال الأعمال (على سبيل المثال، من خلال مبادرات التمويل الأصغر).
في حين أن بعض النقاد قد تم مناقشة وتوقع نهاية الآخرين التنمية إحياء التنمية كجزء من الحرب على الإرهاب. حتى الآن، ومع ذلك، هناك أدلة محدودة على دعم فكرة أن تستخدم ميزانيات المعونة لمواجهة الأصولية الإسلامية في بنفس الطريقة التي كانت تستخدم منذ 40 عاما لمواجهة الشيوعية.

## نظريات
المقال الرئيسي نظرية التنمية
هناك عدد من النظريات حول كيفية تحقيق أفضل تغيير مرغوب فيه في المجتمع. مثل هذه النظريات تعتمد على مجموعة متنوعة من التخصصات العلمية والمناهج الاجتماعية، وتشمل النظريات التاريخية مثل:
- نظرية التحديث
- نظرية التبعية
- نظرية النظم العالم

### الأهداف الإنمائية للألفية
المقال الرئيسي المرامي الإنمائية للألفية
في عام 2000، وقعت الأمم المتحدة وإعلان الألفية للأمم المتحدة، التي تضم ثمانية أهداف التنمية للألفية التي يتعين تحقيقها بحلول عام 2015 أو عام 2020. تمثل هذه هي المرة الأولى التي يتم فيها وضع إستراتيجية شاملة لتلبية احتياجات التنمية في العالم، مع أهداف قابلة للقياس ومؤشرات محددة.
لأنه تم الاتفاق على الأهداف الإنمائية للألفية وتحقيقها الأهداف العالمية من قبل المجتمع الدولي، فهي مستقلة، ولكن بأي حال من الأحوال لا علاقة لها بالمصالح الوطنية والفردية. أهداف يعني أن كل دولة لديها مجموعة من الالتزامات تجاه المجتمع الدولي للوفاء والدول الأخرى، الذين حققوا هذه الأهداف، والتزاما لمساعدة أولئك الذين لا. على هذا النحو فإنها قد تمثل امتدادا لمفهوم حقوق الإنسان.
أول الإنمائية للألفية الأهداف السبعة الحالية أهداف قابلة للقياس، بينما الثامن قوائم عدد من «نقطة انطلاق» أهداف—في السبل التي يمكن إحراز تقدم نحو تحقيق الأهداف السبعة الأولى. كل هدف يستخدم المؤشرات على أساس سلسلة الإحصائية التي تم جمعها والتي تحتفظ بها المنظمات احترامها في كل المجالات ذات الصلة (عادة وكالة الأمم المتحدة المسؤولة ولكن أيضا، ومنظمة التعاون والتنمية صندوق النقد الدولي والبنك الدولي)
حفزت الأهداف الإنمائية للألفية قدرا كبيرا من العمل، بما في ذلك المبادرات الجديدة مثل وعد الألفية. معظم هذه المبادرات العمل ولكن في التدخلات الصغيرة التي لا تصل إلى الملايين من الناس التي تتطلبها الأهداف الإنمائية للألفية.
تم بحمد الأخيرة التي سيكون من المستحيل لتلبية الأهداف السبعة الأولى دون عقد اجتماع في الثامن من خلال تشكيل شراكة عالمية من أجل التنمية. أي التنظيم الحالي لديه القدرة على حل المشاكل الهائلة في العالم النامي وحده—لا سيما في المدن، حيث أن عددا متزايدا من الفقراء يعيشون—كما يتبين من التقدم غير موجود تقريبا على هدف تحسين حياة ما لا يقل عن 100 مليون الفقيرة سكان.
معهد الهندسة هندسة المدنية مع فريق الحدود وتوصياتها، ومحاضرة برونل عام 2007 من قبل الجمارك والرئيس الحالي بول Jowitt، وممثل لتغيير النهج في المملكة المتحدة على الأقل لبدء الرسم معا القدرة الكبيرة المتوفرة للحكومات الغربية، الصناعة والأوساط الأكاديمية والخيرية لتطوير هذه الشراكة.

### أهداف أخرى
التنمية الدولية تهدف أيضا إلى تحسين سياسات الحكومة العامة في هذه الدول النامية. «بناء الدولة» هو مصطلح يستخدم لوصف تعزيز المؤسسات الإقليمية اللازمة لدعم طويل الأجل للتنمية الاقتصادية والاجتماعية والسياسية. التعليم هو جانب مهم آخر للتنمية الدولية. وهو مثال جيد على كيفية التركيز اليوم هو على التنمية المستدامة في هذه البلدان؛ التعليم يعطي الناس المهارات المطلوبة للحفاظ على أنفسهم من براثن الفقر.

## المفاهيم
خلال العقود الأخيرة، فقد تحول التفكير الإنمائي من التحديث وبرامج التكيف الهيكلي في الحد من الفقر. في ظل النظام السابق، وجرى تشجيع البلدان الفقيرة على تحولات بنيوية اجتماعية واقتصادية كجزء من التنمية، وخلق التصنيع والسياسة الصناعية المتعمد. الحد من الفقر وترفض هذه الفكرة، التي تتألف بدلا من الدعم المباشر للميزانية لبرامج الرعاية الاجتماعية التي تخلق الاستقرار في الاقتصاد الكلي مما يؤدي إلى زيادة في النمو الاقتصادي.
يمكن تطبيق مفهوم الفقر لظروف مختلفة اعتمادا على السياق. الفقر هو حالة من يفتقرون الاقتصادية لاحتياجات الإنسان الأساسية مثل الغذاء والمأوى والمياه الصالحة للشرب. في حين أن بعض تعريف الفقر بالدرجة الأولى من الناحية الاقتصادية، والبعض الآخر ينظر في الترتيبات الاجتماعية والسياسية أيضا أن تكون ذاتية—يتجلى في كثير من الأحيان انعدام الكرامة.

### عدم المساواة
أحد الأهداف الرئيسية لمؤسسات التنمية الدولية هي الاعتراف بأن عدم المساواة داخل الدولة وبين الدول يؤدي إلى الفقر والظروف المعيشية الفقيرة عموما. على سبيل المثال، النمو الاقتصادي ضروري للتنمية، ولكن ليست كل فوائد النمو للفقراء والمستبعدين اجتماعيا. هذا هو السبب في مؤسسات مثل مركز التنمية العالمية يبحثون عن السياسات الاقتصادية «لصالح الفقراء».النظام المتساوي جماعيا ينبغي ان يحقق العدالة في التوزيع والفرص بين الجميع، وتوفير الخدمات الاجتماعية، مثل المساواة في مجال الصحة والتعليم والمساواة بين الجنسين.

### كرامة
المقال الرئيسي:الكرامة

البرامج الحديثة للتنمية والحد من الفقر كانت في كثير من الأحيان تتحذ الكرامة كموضوع رئيسي، الكرامة أيضا موضوعا رئيسيا للإعلان العالمي لحقوق الإنسان، والمادة الأولى من الذي يبدأ ب:
«يولد جميع الناس أحرارا ومتساوين في الكرامة والحقوق».
كان مفهوم الكرامة في التنمية على نطاق واسع من قبل العديد من استكشاف، ويرتبط بكل قطاعات التنمية. على سبيل المثال، في مجال التنمية مع الكرامة اميت بادوري يجادل بأن العمالة الكاملة مع الكرامة للجميع على حد سواء مهم وممكن في الهند، في حين أن قوة مهمة الأمم المتحدة للألفية المشروع على وصلات المياه والصرف الصحي للقطاع مباشرة للكرامة في صحة التقرير، الكرامة والتنمية: ماذا سوف يستغرق واللجنة الآسيوية لحقوق الإنسان أصدرت بيانا في عام 2006 مدعيا أن:
| تنمية دولية                                                          | كرامة الإنسان هي المقياس الحقيقي للتنمية البشرية. | تنمية دولية |
| — اللجنة الآسيوية لحقوق الإنسان واللجنة الشعبية لحقوق الإنسان اليقظة |                                                   |             |

### مشاركة
المادة الرئيسية: المشاركة (صنع القرار)
انظر أيضا: الشفوية
وتشعر مفهوم المشاركة مع ضمان أن المستفيدين المستهدفين من مشروعات وبرامج التنمية هي نفسها تشارك في تخطيط وتنفيذ تلك المشاريع والبرامج. ويعتبر هذا مهم، لأنها تمكن المستفيدين من مشاريع التنمية على التأثير وإدارة التنمية الخاصة بهم—وبالتالي إزالة أي ثقافة الاعتماد على الغير. ويعتبر على نطاق واسع ليكون واحدا من أهم المفاهيم الحديثة في نظرية التنمية المشاركين المحليين في مشاريع التنمية وغالبا ما تكون المنتجات من المجتمعات عن طريق الفم. وقد أدى ذلك إلى الجهود المبذولة لتصميم وتخطيط المشاريع أساليب التطوير التنظيمي، مثل التقييم الريفي التشاركي، والتي هي في متناول الناس غير المتعلمين.

### ملاءمة
انظر أيضا: التكنولوجيا الملائمة
وتشعر مفهوم شيء يجري مناسبة مع التأكد من أن أي مشروع إنمائي أو البرنامج هو المقياس الصحيح والمستوى التقني، وثقافيا واجتماعيا مناسبة للمستفيدين منه. يجب أن لا يكون هذا الخلط بينه وبين ضمان شيء منخفضة التكنولوجيا، ورخيصة أو الأساسية—وهو مشروع غير مناسب إذا كان مقبولا لمتلقيها وأصحاب، وبأسعار معقولة من الناحية الاقتصادية والمستدامة في السياق الذي يتم تنفيذه.
على سبيل المثال، في مجتمع جنوب الصحراء الكبرى في المناطق الريفية قد لا تكون ملائمة لتوفير نظام المياه المعالجة بالكلور وضخها لأنه لا يمكن الحفاظ عليها أو يسيطر على نحو كاف—مضخات يدوية بسيطة قد تكون أفضل، بينما في مدينة كبيرة في بلد واحد سيكون غير ملائمة لتوفير المياه بمضخات يدوية، ونظام المعالجة بالكلور ستكون الإجابة الصحيحة.
دافع شوماخر الاقتصادي EF قضية التكنولوجيا المناسبة، وأسس منظمة ITDG (متوسط تصميم مجموعة التكنولوجيا)، والتي تطور وتقدم التكنولوجيات الملائمة من أجل التنمية (ITDG أعيدت تسميتها الآن الإجراءات العملية).
وقد تم تطوير مفهوم التمويل حق تعكس حاجة القطاعين العام والخاص لدعم النظم المالية التي تعزز وتمكن من تحقيق التنمية، بدلا من إحباطها.

### الاستدامة
المواد الرئيسية: التنمية المستدامة والاستدامة

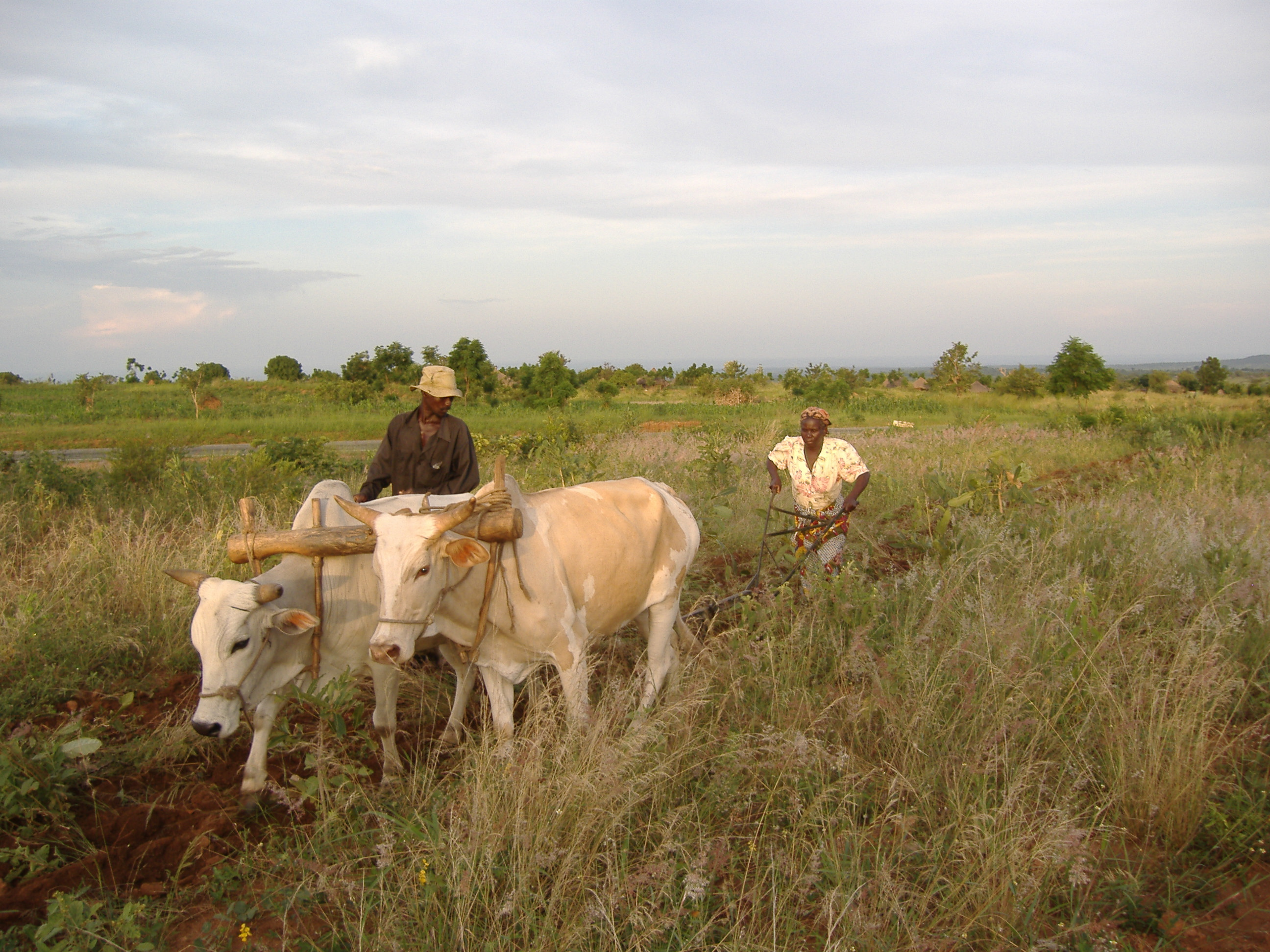
الممارسات التجارية المستدامة تؤدي إلى النمو الاقتصادي وتمكين المجتمعات المحلية للزراعة في شمال أوغندا.

نهج مستدام للتنمية هو واحد والتي تأخذ في الاعتبار العوامل الاقتصادية والاجتماعية والبيئية لإنتاج المشاريع والبرامج التي سيكون لها نتائج والتي لا تعتمد على موارد محدودة. وهو أمر سوف المستدامة عدم استخدام مزيد من الموارد الطبيعية من البيئة المحلية يمكن أن العرض؛ المزيد من الموارد المالية من المجتمع المحلي والأسواق يمكن أن تتحمله ؛ وسيكون لها الدعم اللازم من الحكومة والمجتمع المحلي والجهات المعنية الأخرى على الاستمرار إلى ما لا نهاية.
انها واحدة من المفاهيم الأساسية في مجال التنمية الدولية، وهذا أمر مهم في إزالة الاعتماد على المعونات الخارجية.

### بناء القدرات
المادة الرئيسية : بناء القدرات
بناء القدرات لبعض تشعر بالقلق مع زيادة قدرة المستفيدين من مشاريع التنمية على مواصلة تطويرها في المستقبل وحده، من دون دعم خارجي. ذلك هو مفهوم مواز للاستدامة، كما أنها تعزز قدرة المجتمع على العمل بشكل مستقل في صورة مصغرة لها. بالنسبة للآخرين كان له مدلول أوسع لعدة عقود.
على سبيل المثال، منحت القيادة داخل منظومة الأمم المتحدة من أجل العمل والتفكير في هذا المجال لبرنامج الأمم المتحدة الإنمائي وأنها قدمت توجيهات لموظفيها والحكومات على ما كان يسمى آنذاك بناء المؤسسات منذ أوائل 1970s. وشمل ذلك بناء قدرة المنظمات الوطنية الأساسية، في مجالات مثل الطيران المدني والأرصاد الجوية والزراعة والصحة والتغذية للقيام بمهامهم بشكل جيد. وكان من المفترض جميع وكالات الأمم المتحدة المتخصصة للقيام بدور نشط في دعم بناء القدرات في المجالات التي كانوا مؤهلين من الناحية التقنية على سبيل المثال منظمة الأغذية والزراعة للقطاع الريفي والزراعة ومنظمة الصحة العالمية عن الصحة وما إلى ذلك، لكنها حققت نتائج مختلطة. وكانت الوكالة الأمريكية للتنمية في المملكة المتحدة / وزارة التنمية الدولية وبعض الجهات المانحة الشمال كما تنشط في المنطقة، وكذلك بعض دول الكتلة السوفياتية، ولكن لم يؤثر على نجاح الجهود التي تبذلها من التصور بأن مصالح سياسية وطنية ذات دوافع الجهود التي يبذلونها.
بحلول عام 1991، فقد تطورت وأصبح مصطلح «بناء القدرات». «بناء القدرات» برنامج الأمم المتحدة الإنمائي على النحو المحدد في خلق بيئة مواتية مع السياسات والأطر القانونية المناسبة، والتطوير المؤسسي، بما في ذلك مشاركة المجتمع (المرأة على وجه الخصوص)، وتنمية الموارد البشرية وتعزيز النظم الإدارية، مشيرا إلى ان برنامج الأمم المتحدة الإنمائي يدرك أن بناء القدرات هو عملية طويلة الأجل، عملية مستمرة، والتي تشارك جميع الجهات المعنية (وزارات، والسلطات المحلية والمنظمات غير الحكومية وجماعات مستخدمي المياه، والجمعيات المهنية والأكاديميين وغيرهم).
بحلول عام 1995، كانت الجمعية العامة للأمم المتحدة بتكليف وتلقى (1998) تقييما لأثر دعم منظومة الأمم المتحدة لبناء القدرات. وقد أجريت هذه التقييمات كجزء من إعادة النظر في الجمعية العامة للامم المتحدة كل ثلاث سنوات خلال السياسة التي يبدو فيها ويقدم التوجيه العام لجميع أنشطة منظومة الأمم المتحدة الإنمائية (2 و3 http://www.un.org/esa/coordination/public_multi.htm إدخالات). يبقى مفهوم متلون التي تستخدمها الوكالات المختلفة بطرق مختلفة لخدمة أجنداتهم الخاصة. عنصر أساسي واحد مشترك لمنظمات العمل الأكثر خطورة في هذا المجال هو أنه يغطي أكثر بكثير من التدريب.

### نهج قائم على الحقوق
المادة الرئيسية : نهج قائم على الحقوق في التنمية
وقد تم اعتماد نهج قائم على الحقوق في التنمية عن طريق العديد من المنظمات غير الحكومية والأمم المتحدة والنهج الجديد للتنمية الدولية. النهج القائم على حقوق يجمع بين مفاهيم مختلفة للتنمية الدولية، مثل بناء القدرات، وحقوق الإنسان، والمشاركة، والاستدامة. والهدف من هذا النهج القائم على الحقوق في التنمية هو تمكين أصحاب الحقوق، أو الجماعة التي لا تمارس حقوقها كاملة، وتعزيز قدرة القائمين بالواجبات، أو المؤسسة أو الحكومة ملزمة لملء هذه الحقوق.

## ممارسة

خريطة العالم يشير مؤشر التنمية البشرية.

وضعت لكيفية الحكم على بلد أو مجتمع هو ذاتي للغاية، في كثير من الأحيان مثيرة للجدل إلى حد كبير، ومهم جدا في الحكم على ما هو مزيد من التطوير ضروريا أو مرغوبا فيه.
متعلق كثير منهم هناك تدابير عديدة ومختلفة من التنمية البشرية، على نحو مختلف القطاعات أعلاه. بعض منها :
- الناتج المحلي الإجمالي الوطني
- معدلات معرفة القراءة والكتابة
- متوسط العمر المتوقع
- مؤشر التنمية البشرية
- معامل جيني
- مؤشر أمن الإنسان—انظر إلى الوصلة الخارجية وأذكر على الأمن البشري
- نصيب الفرد من الدخل
- الأمهات معدل البقاء
- معدلات الإصابة بفيروس نقص المناعة
- عدد من الأطباء للفرد الواحد

طريقة مثيرة للاهتمام من رؤية التنمية في بلدان العالم الثالث من خلال التحديث. ]هذا لا ينقل بدقة التنمية الاجتماعية على الرغم من أنه من الصعب قياس أدق، والمؤسسات تختلف اختلافا كبيرا في أساليبهم. وهذا يدخل في نقاش حول ما إذا كان النمو الاقتصادي يؤدي النمو الاجتماعي أو العكس بالعكس. ويمكن استخدام مؤشرات التغيير الاجتماعي لاستكمال العوامل الاقتصادية ومؤشرات التنمية وصياغة سياسات التنمية.

### الهجرة والتحويلات
انظر أيضا : الرئيسان التنمية
الهجرة وعلى مر التاريخ أدت أيضا إلى تنمية الدولية الهامة. كما تحرك الناس وثقافتهم، والمعرفة والمهارات والتقنيات التحرك معهم. روابط المهاجرين مع ديارهم السابقة والمجتمعات المحلية تؤدي إلى العلاقات الدولية وتدفق المزيد من رؤوس الأموال والسلع والمعرفة. قيمة التحويلات المالية التي يرسلها المهاجرون في العصور الحديثة هو أكبر بكثير من إجمالي المساعدات الدولية معين.

### القطاعات
التنمية الدولية والإغاثة في حالات الكوارث على حد سواء جمعت في كثير من الأحيان في القطاعات التي ترتبط مع محاور رئيسية للتنمية الدولية (ومع الأهداف الإنمائية للألفية—التي تم تضمينها في أوصاف أدناه). لا توجد قائمة محددة بوضوح من القطاعات، ولكن يتم استكشاف المزيد من بعض القطاعات الأكثر رسوخا ومقبولة من الجميع هنا. مترابطة للغاية القطاعات، مما يدل على تعقيد المشاكل التي تسعى إلى التعامل معها.

### المياه والصرف الصحي
في التنمية، وهذا هو توفير المياه وتوفير المرافق الصحية (المراحيض ومرافق الاستحمام، وبيئة صحية) من كمية ونوعية كافية لتوفير مستوى مقبول من العيش. وهذا يختلف إلى استجابة الإغاثة، حيث يتم توفير المياه والصرف الصحي في كمية ونوعية كافية للحفاظ على الحياة.
توفير المياه والصرف الصحي هو في المقام الأول تحديا الهندسة، ولكن أيضا وغالبا ما تتضمن عنصرا التعليم وترتبط ارتباطا وثيقا مع والمأوى، والسياسة وحقوق الإنسان.
الإنمائية للألفية هو الهدف السابع من الأهداف لضمان الاستدامة البيئية، بما في ذلك خفض نسبة النصف من عدد السكان لا يمكنهم الحصول على مياه الشرب المأمونة وتحقيق تحسن ملموس في حياة سكان الأحياء الفقيرة لا يقل عن 100 مليون نسمة، بحلول عام 2020. الأمم المتحدة المعنية بالمياه، وهي هيئة تضم 26 وكالة الأمم المتحدة التي تعمل في قضايا المياه، ومسؤولة عن كل ثلاث سنوات تقرير الأمم المتحدة العالمي لتنمية المياه التي تراقب التقدم نحو تحقيق الأهداف الإنمائية للألفية المتعلقة بالمياه. وقد بينت وتقييم برنامج العمل العالمي للمياه، التي تنتج هذا التقرير، وكيف ترتبط ثمانية من الأهداف الإنمائية للألفية إلى موارد المياه.
أمثلة من المنظمات المتخصصة في المياه والصرف الصحي هي :
- منظمة أوكسفام
- المياه الأولى الدولية
- وتر إيد
- شركاء المياه الدولية
- تعيش الدولي للمياه
- شركاء في المعونة (إدارة مستجمعات المياه في الهند، والصرف الصحي في الفلبين)
- الخيرية : المياه

### الصحة
انظر أيضا : الصحة العامة والصحة الإنجابية
هذا هو توفير سبل الوصول إلى الرعاية الصحية الجيدة للسكان بطريقة فعالة وثابتة وفقا لاحتياجاتها. معيار ومستوى الحكم الذي هو مقبول أو المناسبة يعتمد على عوامل كثيرة ومحددة للغاية في بلد وموقعه. على سبيل المثال، في مدينة كبيرة (سواء في البلاد النامية أم لا)، فإنه من المناسب والعملي في كثير من الأحيان إلى توفير مستوى عال المستشفى التي يمكن أن تقدم مجموعة كاملة من العلاجات اللازمة، في مجتمع الريفية النائية قد يكون أكثر ملاءمة وعملية لتوفير عامل صحي الزائر على أساس دوري، وربما مع عيادة تخدم المجتمعات الريفية مختلفة.
توفير فرص الحصول على الرعاية الصحية على حد سواء يمثل تحديا لأنه يتطلب هندسة البنية التحتية مثل المستشفيات وشبكات النقل والتعليم يمثل تحديا لأنه يتطلب من العاملين الصحيين المؤهلين والمتعلمين المستهلكين.
الإنمائية للألفية الهدف الرابع هو خفض بمقدار الثلثين في معدل الوفيات بين الأطفال دون سن الخامسة.
التنمية الألفية الخامسة الهدف هو خفض بمقدار ثلاثة أرباع نسبة وفيات الأمهات.
تنمية الألف السادسة الهدف هو وقف والبدء في وقف انتشار فيروس نقص المناعة البشرية / الإيدز ووقف والبدء في وقف انتشار الملاريا والأمراض الرئيسية الأخرى.
توصل إلى هذه الأهداف هو أيضا تحديا الإدارة. الخدمات الصحية بحاجة إلى الاستفادة المثلى من الموارد المحدودة في الوقت الذي توفر نفس النوعية من الرعاية لكل امرأة ورجل وطفل في كل مكان. تحقيق هذا المستوى من الخدمات يتطلب الابتكار وتحسين الجودة والتوسع في الخدمات الصحية العامة والبرامج. الهدف الرئيسي هو جعل الجمهور الصحة العامة حقا.
أمثلة من المنظمات العاملة في مجال الصحة هي :
- منظمة الصحة العالمية
- الشركاء في مجال الصحة
- النتائج لمعهد التنمية

### تعليم
المقال الرئيسي : التربية والتعليم
توفير التعليم وكثيرا ما تركز على توفير التعليم المجاني في المرحلة الابتدائية، ولكن يشمل أيضا التعليم الثانوي والعالي. نقص فرص الحصول على التعليم هو واحد من الحدود في المقام الأول على التنمية البشرية، ويرتبط ارتباطا وثيقا كل واحد من القطاعات الأخرى. تقريبا كل مشروع تنموي يتضمن جوانب التعليم والتنمية بطبيعته يتطلب تغييرا في طريقة عيش الناس.
الإنمائية للألفية الهدف الثاني هو توفير التعليم الابتدائي للجميع.
توفير التعليم هو في حد ذاته يشكل تحديا والتعليم، كما أنها تتطلب المعلمين المؤهلين الذين يجب تدريبهم في مؤسسات التعليم العالي. ومع ذلك، والجهات المانحة غير مستعدة لتقديم الدعم للتعليم العالي بسبب سياساتها تستهدف الآن الأهداف الإنمائية للألفية. والنتيجة هي ليست متعلمة أن الطلاب المؤهلين من المهنيين والأسوأ من ذلك، عندما يتخرجون من المدرسة الابتدائية هي التي أدخلت في مدرسة ثانوية النظام الذي ليست قادرة على استيعابهم.

### مأوى
وتشعر توفير المأوى الملائم مع توفير سكن مناسب للأسر والمجتمعات المحلية. فمن محددة للغاية لسياق الثقافة والموقع والمناخ وعوامل أخرى. في التنمية، فإنها تشعر بالقلق مع توفير السكن المناسب لنوعية ونوع لاستيعاب الناس في المدى الطويل. هذا يختلف عن مأوى في الإغاثة، والتي تعنى بتوفير المأوى الكافي للحفاظ على الحياة.
أمثلة من المنظمات المتخصصة في المأوى هي :
- برنامج الأمم المتحدة للمستوطنات البشرية (تنمية)
- المفوضية (الإغاثة)
- مركز المأوى (الإغاثة)
- الهندسة المعمارية من أجل الإنسانية (الإغاثة والتنمية)
- المادة 25 (الإغاثة والتنمية)

### حقوق الإنسان
المقال الرئيسي : حقوق الإنسان
وتشعر وتوفير حقوق الإنسان مع التأكد من أن جميع الناس في كل مكان تلقي الحقوق الممنوحة لهم من قبل في الصكوك الدولية لحقوق الإنسان [1]. هناك العديد من هذه، ولكن هي أهم للتنمية الدولية :
- الإعلان العالمي لحقوق الإنسان والمعاهدات المرتبطة به
- اتفاقية حقوق الطفل
- اتفاقيات جنيف (وهذا هو أكثر ملاءمة لتخفيف من التنمية)

حقوق الإنسان تغطي مجموعة واسعة من المواضيع. بعض هذه أكثر ملاءمة لمشاريع التنمية الدولية وتشمل الحقوق المرتبطة بالمساواة بين الجنسين والعدالة والعمل والرعاية الاجتماعية والثقافة.
الإنمائية للألفية الهدف الثالث هو تعزيز المساواة بين الجنسين وتمكين المرأة عن طريق القضاء على التفاوت بين الجنسين في التعليم الابتدائي والثانوي بحلول عام 2005، وعلى جميع المستويات بحلول عام 2015
ويمكن تحقيق هذا الهدف المساعدة في تحقيق 5 من 8 أخرى الأهداف الإنمائية للألفية. 1-6 الأهداف هي في علاقة مباشرة مع وضع المرأة في مجتمعات البلدان مثل مشكلة جمهورية الكونغو الديمقراطية، ومنطقة أفريقيا جنوب الصحراء وكثير من الدول النامية. المكانة الاجتماعية المنخفضة امرأة يمنع قدراته على التأثير حقا مجتمعها بطرق مذهلة. مشيرا إلى ان العلاقة بين الأم والأبناء، والأهداف 1 و4 و5 منها ليشعر غضب الحالة الاجتماعية الفقيرة. أم غير صحية ببساطة لا نستطيع تحمل طفل سليم ؛ ممرضة واحدة مع ذلك غث العودة إلى الصحة من دون الحصول على التغذية الكافية. أم يأخذ مميز معظم الرعاية للطفل، وبالتالي يجب أن الموارد المتاحة لدعم ليس فقط لنفسها ولكن إنسان آخر كذلك. بدون هذه الموارد، وإذا كانت لم يستسلم بالفعل إلى مضاعفات الولادة، ويمكن للمرأة أن تنجو من مخاطر الفقر والجوع ودعم طفلها في وقت واحد. في مجموعة مختلفة من المعايير الاجتماعية ويجري تهديد الأهداف 2 و6 من امتياز العمر. وقد رفضت تاريخيا الإناث في التعليم العفو من الذكور، مما أدى إلى أقل فرصة لتزدهر اقتصاديا. منح المرأة المساواة في الحصول على قدر كاف من التعليم يجلب المجتمع العالمي خطوات أقرب إلى تحقيق التعليم الابتدائي للجميع. وإلى جانب هذا التعليم يأتي نشر المعرفة الصحيحة حول الممارسات الآمنة في تجنب المرض. المرأة هي التي تقع ضحية لفيروس نقص المناعة البشرية بصورة متزايدة / الإيدز لأسباب تهرب بسهولة. وزيادة توفر التعليم المناسب للمرأة أن تكون مفيدة بشكل ملحوظ على العديد من الجبهات. لتعزيز المساواة بين الجنسين لتعزيز التقدم نحو التنمية العالمية.

### سبل العيش
وتشعر بذلك مع التأكد من أن جميع الناس قادرين على كسب لقمة العيش لأنفسهم بأنفسهم وتوفير مستوى معيشي لائق، دون المساس بحقوق الإنسان والحفاظ على الكرامة حين.
والهدف الإنمائي الأول للألفية هو خفض نسبة النصف من عدد السكان الذين يعيشون على أقل من يوم واحد من دولار وتخفيض نسبة النصف من عدد السكان الذين يعانون من الجوع.
ويوجه مباشرة إلى مفهوم سبل العيش من منهج سبل العيش المستدام (SLA) للتنمية الدولية. وينسب هذا النهج والإطار العملي لاحقة للدوائر روبرت، الذي، كتابة من منتصف عام 1980 وما بعده، كان مهتما في تعزيز الكفاءة في مجال التعاون الإنمائي. وقد وضعت في وقت لاحق هذا النهج والاستفادة من إدارة المملكة المتحدة للتنمية الدولية (DFID)، ويعتبر هذا النهج إلى أن تكون أكثر شمولا من النظريات السابقة، ومنهجية «التقليدية» مبادرات التنمية. المفاهيم الأساسية وتشمل : أخذ نظرة شمولية، وبناء المجتمع على الفرد ونقاط القوة، والتركيز على الربط بين المستويين الكلي والجزئي على مستوى التفكير، والاستدامة، والحفاظ على إطار ديناميكي ومتطور باستمرار.

### المالية

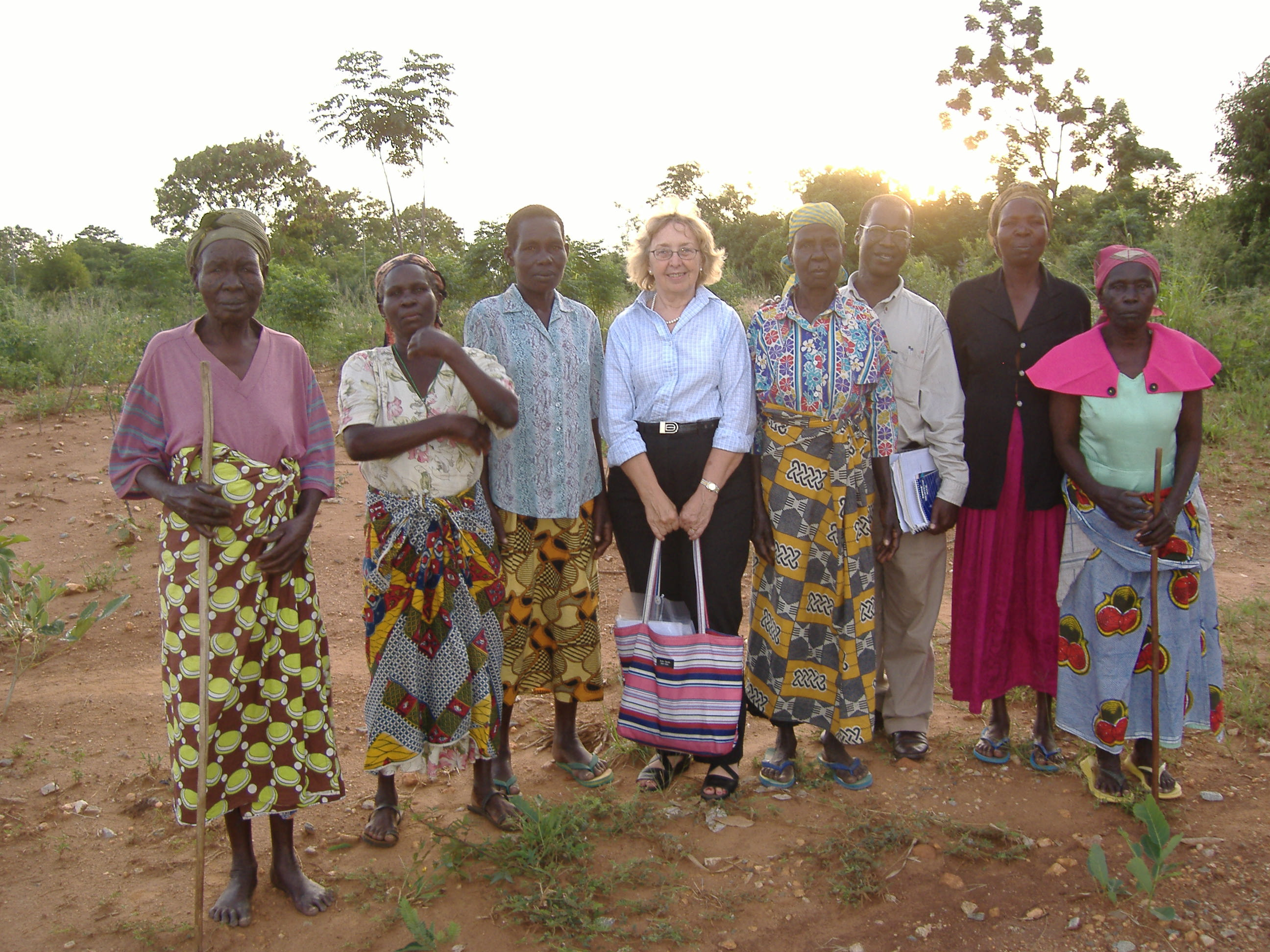
ويتم تخصيص رأس مال بدء التشغيل، الذي يمثله الموارد والاستثمارات المالية، وإلى المجتمعات المحلية من قبل وكالات التنمية على أساس الاحتياجات المحددة للمجتمعات كما عبرت على أيدي أفراد من المجتمعات المحلية. ويتعاون الطرفان بشكل وثيق لتحقيق الهدف الذي حدده المجتمع. جنبا إلى جنب مع الموارد المتاحة، وتستخدم رؤوس الأموال المقدمة من قبل وكالات التنمية من جانب المجتمعات المحلية لتحسين نوعية حياتهم.

العديد من المنظمات والمبادرات القائمة التي تعنى بتوفير النظم المالية والأطر التي تسمح للناس لتنظيم أو شراء الخدمات والعناصر أو مشاريع التنمية الخاصة بهم.
وقد منحت عام 2006 جائزة نوبل للسلام بالاشتراك لمحمد يونس وبنك غرامين، التي كان قد أسسها، لعملهم في تقديم القروض الصغيرة للفقراء.

## المخاوف
المادة الرئيسية : انتقادات للتنمية
مصطلحات «المتقدمة» و«النامية» (أو «متخلف»)، وقد أثبتت إشكالية في تشكيل السياسة لأنها تتجاهل قضايا توزيع الثروة والآثار المتبقية من الاستعمار. بعض المنظرين يرى جهود التنمية كما الاستعمارية الجديدة حيث تفرض الأمة الأكثر ثراء بنيتها الصناعية والاقتصادية على البلاد الأكثر فقرا، والتي سوف تصبح بعد ذلك من السلع الاستهلاكية في الدول المتقدمة والخدمات. على سبيل المثال، انظر التنمية باعتباره شكلا من أشكال الامبريالية الثقافية الغربية التي تؤذي الناس في البلدان الفقيرة ويهدد البيئة إلى حد أنها تشير إلى رفض للتنمية كليا. فيما يتعلق بالفئات العرقية، ويتم مناقشة هذه المخاوف في الوكالة الدولية
There You Go!.